# サンダーブラスト 地上最強の戦車
『サンダーブラスト 地上最強の戦車』（サンダーブラスト ちじょうさいきょうのせんしゃ、原題: Bullet Proof）は、1988年にアメリカ合衆国で製作された戦争映画。

## あらすじ
アメリカ陸軍が誇る多砲塔戦車“サンダーブラスト”が種別不明のゲリラ軍に強奪され世間は大騒ぎになってしまう。米政府はその奪還に、元CIAの凄腕捜査官“防弾大尉”ことマクベインに協力を要請。彼は戦車を強奪したゲリラの潜むメキシコに国境を跨ぎ決死の突入をする。ゲリラに協力するリビア軍の軍事顧問の妨害など紆余曲折を経て奪還に成功するも嘗てマクベインの相棒を殺害した因縁のソ連軍将校は戦闘ヘリを投入し意地でも捕獲する作戦に移行していく…

## キャスト
| 役名                           | 俳優                   | 日本語吹替 |
| ------------------------------ | ---------------------- | ---------- |
| フランク・マクベイン           | ゲイリー・ビジー       | 樋浦勉     |
| デボン・シェパード中尉         | ダーラン・フリューゲル | 弥永和子   |
| カーティフ大佐                 | ヘンリー・シルヴァ     | 池田勝     |
| オルーク軍曹                   | L・Q・ジョーンズ       | 宮内幸平   |
| ビリー・ダンバー               | タルマス・ラスラーラ   |            |
| マキシミリアーノ・ブロガド将軍 | ルネ・エンリケス       | 今西正男   |
| マイルズ・ブラックバーン       | R・G・アームストロング | 加藤精三   |
| トレイシー                     | リディ・デニール       | 深見梨加   |
| パンタロ                       | ファン・フェルナンデス | 江原正士   |
| シャーキー                     | ダニー・トレホ         |            |

- 日本語吹替：初回放送1990年8月5日テレビ朝日「日曜洋画劇場」

## スタッフ
- 監督：スティーヴ・カーヴァー
- 製作：ポール・パーツバーグ
- 脚本：T・L・ランクフォード
- 撮影：フランシス・グルーマン
- 編集：ジェフ・フリーマン
- 音楽：トーマス・チェイス、スティーヴ・ラッカー

## “サンダーブラスト号”について
当作に登場するアメリカ軍の最新鋭戦車、“サンダーブラスト（MBT-90 Thunderblast）”は架空の存在であるが、実在するアメリカ軍の戦車、M1エイブラムスの砲塔に連装銃塔を載せ足したような外形をしており、映画雑誌等で「M1戦車を改造した」と紹介されていた（現在でもWeb等でそのように記述されていることがある）。
この車両の外形はM1戦車によく似ているが、実際にはアメリカ軍が第二次大戦後に開発したM8トラクター（M8高速牽引車）の車体にM1戦車を模した車体上部と砲塔を製作したものを載せたレプリカ車両で、元々は1984年制作のアメリカ映画『若き勇者たち』の撮影の際に製作された実物大のセット（外観のみで走行はできない）であり、これを改めてM8牽引車のシャーシに載せて外装を付け増し、走行可能な撮影用車両としたもので、M1戦車の実物を改造したものではない。
外観がよく似ているため、後に制作された『トリプルX ネクスト・レベル（原題：xXx: State of the Union）』（2005年）及び『トランスフォーマー』（2007年）に登場する車両と同じものであるとされていることがあるが、別のものである。